# Джънк облигация
Джънк облигацията (не-инвестиционен клас облигация или спекулативен клас облигация) е облигация, чийто рейтинг е под инвестиционния клас. При тези облигации има по-висок риск от фалит на емитента или други неблагоприятни кредитни условия, но типично от тях се получава по-висока доходност, отколкото от облигациите с по-високо качество, което ги прави атрактивни за инвеститорите.

## Риск
Пред държащия всеки тип дълг има лихвен и кредитен риск, инфлационен риск, валутен риск, риск по отношение на времетраенето, риск по отношение на чувствителността (convexity), риск по отношение на разплащането по главницата, риск за потока на плащанията, ликвиден риск, риск от фалит, риск по отношение на падежа, реинвестиционен риск, пазарен риск, политически риск и риск по отношение на корекции в данъчното облагане.
Лихвеният риск касае опасността от промяна на пазарната цена на облигациите, заради промени в структурата или нивото на лихвите или кредитните спредове или рисковите премии. Кредитният риск при високодоходна облигация се отнася до възможността за потенциална загуба от настъпване на кредитно събитие (т.е длъжникът фалира по графика на плащанията или подава молба за обявяване в несъстоятелност или облигацията бива преструктурирана) или някоя от агенциите, като Fitch, Moody's, или Standard & Poors променя кредитното качество.
Кредитните агенции се опитват да установят риска, като дават кредитни рейтинги, от типа AAA. Кредитните рейтинги на различните агенции варират, но най-популярният използван тип (в низходящ ред на рейтинга) е AAA, AA, A, BBB, BB, B, CCC, CC, C, като допълнително има и рейтинг D, за компаниите, които вече са с проблеми с изплащането на дълговете.
Облигациите с рейтинг ВВВ- и нагоре се наричат инвестиционен клас. Тези с по-нисък рейтинг се наричат спекулативни облигации или „джънк“ облигации.
Облигациите с по-нисък рейтинг обикновено носят по-висока доходност, което ги прави интересни за инвестиционната общност. Много пенсионни фондове и други инвеститори (банки, застрахователни компании), обаче, имат забрана от националните си законодателства да инвестират в облигации под определено ниво. Като резултат, облигациите с по-нисък рейтинг имат различна инвеститорска база от тези в инвестиционния клас.
Стойността на спекулативните облигации бива засегната от възможността от фалит в по-голяма степен, отколкото при инвестиционния клас облигация. Например, при рецесия лихвите може да паднат, което води до тенденция за поскъпване на инвестиционния клас облигация. За джънк облигацията, обаче, рецесията създава опасност от фалит на емитента.

## Корпоративен дълг
Първоначално спекулативният клас облигации бил инвестиционен клас облигации, кредитният рейтинг на чийто емитент е паднал, а вероятността от фалит при него се е увеличила. За това тези облигации били наричани „паднали ангели“
Инвестиционният банкер Майкъл Милкен осъзнал, че „падналите ангели“ доста често биват подценявани и струват по-малко, отколкото е действителната им стойност. Той започва спекулативна дейност с подобни книжа. Едва по-късно той и други инвестиционни банкери в Drexel Burnham Lambert, следвани и от конкурентни фирми, започват да организират емитирането на облигации, които са спекулативни от самото начало. През 1980-те спекулативните облигации стават повсевместни, като механизъм за финансиране при сливания и придобивания.
При придобиванията със заемен капитал (LBO) купувачът емитира спекулативен клас облигации, за да финансира придобиване си, след което използва паричните потоци на купуваната компания, за да върне дълга във времето.
Към 2005 година, обаче, 80% от главничния размер на високодоходния дълг, емитиран от щатските компании е бил използван с корпоративни цели, а не за придобивания.